# The Immaculate Collection
The Immaculate Collection (с англ. — «Непорочная коллекция») — первый сборник лучших хитов Мадонны, вышедший 9 ноября 1990 года. Считается самым лучшим и коммерчески успешным сборником хитов певицы. Первым синглом была выпущена песня «Justify My Love», который вышел за день до выхода сборника. The Immaculate Collection занял второе место среди альбомов в чартах «Биллборда». В мире было продано больше 30 миллионов экземпляров, в том числе девять миллионов пришлись на США и пять миллионов на Великобританию.
Название сборника (рус. Непорочная коллекция) представляет свободную интерпретацию видения Непорочного зачатия, концепцию зачатия Девы Марии без первородного греха. Название характеризует религиозную тематику песен и видео Мадонны, а также второй акт её шоу-программы Blond Ambition World Tour, в котором присутствуют эти мотивы.

## История создания
Первоначальное название сборника было Ultra Madonna, но звукозаписывающая компания поменяла его, так как, по их мнению оно перекликалось с именем певицы Ultra Naté. Мадонна посвятила альбом «Папе, моему божественному вдохновителю». Это привело ко многим спорам, полагая, что сборник был посвящён Папе Иоанну Павлу II, хотя адресован брату Мадонны, Кристоферу Чикконе, который провел вместе с ней год в турне («Папа» является одним из его прозвищ). Запись этого альбома отличается использованием обработки музыки в программе QSound (3-d аудио эффект); все песни были обработаны через неё, за исключением «Justify My Love» и «Rescue Me». QSound-версия «Justify My Love» была выпущена в США в формате макси-сингла.
В оригинальные версии песен был добавлен бэк-вокал певицы — особенно характерно это звучит в песнях «Like a Prayer» и «Express Yourself». Композиции, вошедшие в сборник, были несколько изменены — укорочена их продолжительность. «Justify My Love» стал первым синглом в поддержу сборника. Видео запрещают к показу по телевидению из-за наличия эротических сцен. «Justify My Love» служит поводом к нескольким скандалам, первый из которых связан с плагиатом. Мадонна использует текст попавшегося ей на глаза письма Ингрид Чавез, тогдашней подружки сопродюсера песни Ленни Кравитца, не желая, чтобы слушатели относили его к фантазиям другой женщины. Chicago Sun-Times клеймит певицу позором словами о «беспрецедентной подлости» воровства песни. Мадонна оправдывается и переписывает песню, заменяя текст цитатами из Откровения, но сразу получает обвинения в антисемитизме, которые тоже приходится отвергать. Нерифмованный текст «Justify My Love» о желании заняться любовью и скандалы затрагивают самолюбие и авторское тщеславие певицы, совершая качественный скачок в творческих поисках Мадонны, впервые заведя её на территорию «для взрослых».

## Рецензии критиков
| Оценки критиков      | Оценки критиков |
| Источник             | Оценка          |
| -------------------- | --------------- |
| Allmusic             | [ 5 ]           |
| Robert Christgau     | A+              |
| Entertainment Weekly | A               |
| Mojo                 | favorable       |
| Rolling Stone        | [ 9 ]           |
| Sputnikmusic         | 3/5             |

Стивен Томас Эрльюин из Allmusic дал сборнику пять из пяти звезд. Он начал рецензию со слов: «На поверхности … [альбом] выглядит как окончательная ретроспектива расцвета Мадонны в 80-х». Тем не менее, ремастеринг в Q-Sound создал более быстрый ритм песен, чем в оригинальных версиях песен, и другие изменения показывают лишь то, что «хиты присутствуют, но они теряют свою простоту в скорректированном виде». Он делает вывод, что «до этого сборника никто не переделывал оригинальные версии песен, и The Immaculate Collection ближе всего к переосмысленной ретроспективе». Джим Фарбер из Entertainment Weekly дал альбому оценку A, говоря: «Это больше, чем всего лишь сборник величайших хитов, это ловко пойманная коллекция броских синглов 80-х годов». Росс Беннетт из Mojo назвал альбом «действительно лучшим из лучших годов» и заявил: Это практически наравне с ABBA Gold как совокупность синглов, глубоко засевших в коллективном сознании […] Но нет никаких сомнений в поп-мышлении госпожи Чиконне и её 15-летнем хитовом материале, блестяще упакованном, вдохновленном, собранном в хронологическом порядке".

## Коммерческий успех
The Immaculate Collection занял второе место среди альбомов в чартах «Биллборда». В мире было продано больше сорока миллионов экземпляров, в том числе девять миллионов пришлись на США и более трёх миллионов на Великобританию. Сборник является одним из самых продаваемых альбомов всех времен. Он также остается самым продаваемым сборником, когда-либо выпущенным сольным артистом.

### Признание
Альбом занял первое место в списке журнала Blender «100 величайших американских альбомов всех времен». В 2003 году журнал Rolling Stone поставил альбом на 184 место в списке «500 величайших альбомов всех времён». В 2006 году сборник опустился до 278-й позиции. Он стал вторым альбомом Мадонны, сертифицированным как бриллиантовый (10-кратно платиновый) Американской ассоциацией звукозаписывающих компаний. В Великобритании The Immaculate Collection был сертифицирован как 12-кратно платиновый Британской ассоциацией производителей фонограмм с продажами более 3 миллионов копий. В течение одиннадцати лет он оставался самым продаваемым альбомом до выпуска альбома Адель 21 (2011). Во Франции альбом сертифицирован как бриллиантовый с продажами более 1 миллиона копий. В Австралии альбом сертифицирован как 12-кратно платиновый Австралийской ассоциацией звукозаписывающих компаний, сделав его лучшим по продажам в этой стране.

## Синглы
С этого сборника Мадонна выпустила четыре сингла:
| #  | Название                                                         | Дата             |
| -- | ---------------------------------------------------------------- | ---------------- |
| 1. | «Justify My Love»                                                | 6 ноября, 1990   |
| 2. | «Crazy for You» (ремикс) (Великобритания)                        | 19 февраля, 1991 |
| 3. | «Rescue Me»                                                      | 26 февраля, 1991 |
| 4. | «Holiday» / The Holiday Collection (ре-релиз для Великобритании) | 4 июня, 1991     |

## The Holiday Collection
The Holiday Collection — мини-сборник Мадонны, выпущенный как дополнение к сборнику The Immaculate Collection только для Великобритании в 1991 году звукозаписывающей компанией Sire Records. Мини-альбом выходил в формате CD и кассеты (макси-сингла) с «Holiday» в качестве главной композиции. Остальные три песни не вошли в The Immaculate Collection, но были крупными хитами Мадонны в Великобритании; «True Blue» (#1), «Who’s That Girl» (#1) и «Causing a Commotion» (#4).
UK CD / Кассета (сингл)
1. «Holiday» (альбомная версия) — 6:09
2. «True Blue» (альбомная версия) — 4:17
3. «Who’s That Girl» (альбомная версия) — 3:58
4. «Causin' a Commotion» (Silver Screen сингл микс) — 4:06

## Список композиций
| №   | Название            | Автор(ы)                              | Продюсеры                | Длительность |
| --- | ------------------- | ------------------------------------- | ------------------------ | ------------ |
| 1.  | «Holiday»           | Curtis Hudson, Lisa Stevens           | John Benitez             | 4:07         |
| 2.  | «Lucky Star»        | Madonna                               | Reggie Lucas             | 3:38         |
| 3.  | «Borderline»        | Reggie Lucas                          | Reggie Lucas             | 4:00         |
| 4.  | «Like a Virgin»     | Tom Kelly                             | Nile Rodgers             | 3:11         |
| 5.  | «Material Girl»     | Peter Brown                           | Nile Rodgers             | 3:53         |
| 6.  | «Crazy for You»     | John Bettis, Jon Lind                 | John "Jellybean" Benitez | 3:45         |
| 7.  | «Into the Groove»   | Madonna, Stephen Bray                 | Madonna, Stephen Bray    | 4:10         |
| 8.  | «Live to Tell»      | Madonna, Patrick Leonard              | Madonna, Patrick Leonard | 5:19         |
| 9.  | «Papa Don't Preach» | Brian Elliot, Madonna                 | Madonna, Stephen Bray    | 4:11         |
| 10. | «Open Your Heart»   | Madonna, Gardner Cole, Peter Rafelson | Madonna, Patrick Leonard | 3:51         |
| 11. | «La Isla Bonita»    | Madonna, P. Leonard, Bruce Gaitsch    | Madonna, Patrick Leonard | 3:48         |
| 12. | «Like a Prayer»     | Madonna, P. Leonard                   | Madonna, Patrick Leonard | 5:51         |
| 13. | «Express Yourself»  | Madonna, S. Bray                      | Madonna, Stephen Bray    | 4:04         |
| 14. | «Cherish»           | Madonna, P. Leonard                   | Madonna, Patrick Leonard | 3:52         |
| 15. | «Vogue»             | Madonna, Shep Pettibone               | Madonna, Shep Pettibone  | 5:19         |
| 16. | «Justify My Love»   | Lenny Kravitz, Ingrid Chavez, Madonna | Lenny Kravitz            | 5:01         |
| 17. | «Rescue Me»         | Madonna, S. Pettibone                 | Madonna, Shep Pettibone  | 5:31         |

## Чарты
| Чарт (1990-93)           | Наивысшая позиция |
| ------------------------ | ----------------- |
| Australian Albums Chart  | 1                 |
| Austrian Albums Chart    | 6                 |
| Canadian Albums Chart    | 1                 |
| Dutch Albums Chart       | 5                 |
| Finnish Albums Chart     | 6                 |
| French Albums Chart      | 4                 |
| German Albums Chart      | 10                |
| Hungarian Albums Chart   | 6                 |
| Italian Albums Chart     | 2                 |
| Japanese Albums Chart    | 5                 |
| Mexican Albums Chart     | 61                |
| New Zealand Albums Chart | 3                 |
| Norwegian Albums Chart   | 14                |
| Spanish Albums Chart     | 5                 |
| Swedish Albums Chart     | 8                 |
| Swiss Albums Chart       | 3                 |
| UK Albums Chart          | 1                 |
| U.S. Billboard 200       | 2                 |

| Чарт (2003)                     | Наивысшая позиция |
| ------------------------------- | ----------------- |
| Belgian Albums Chart (Flanders) | 45                |
| Swiss Albums Chart              | 72                |

| Чарт (2006)         | Наивысшая позиция |
| ------------------- | ----------------- |
| Danish Albums Chart | 31                |
| Irish Albums Chart  | 21                |
| UK Albums Chart     | 38                |

| Чарт (2008)          | Наивысшая позиция |
| -------------------- | ----------------- |
| Irish Albums Chart   | 43                |
| Italian Albums Chart | 96                |
| Spanish Albums Chart | 88                |
| UK Albums Chart      | 72                |

| Чарт (2014)        | Наивысшая позиция |
| ------------------ | ----------------- |
| Irish Albums Chart | 3                 |
| U.S. Billboard 200 | 153               |

| Чарт (1990)             | Позиция |
| ----------------------- | ------- |
| Australian Albums Chart | 5       |
| Canadian Albums Chart   | 40      |
| Dutch Albums Chart      | 51      |
| Italian Albums Chart    | 48      |
| UK Albums Chart         | 1       |

| Чарт (1991)             | Позиция |
| ----------------------- | ------- |
| Australian Albums Chart | 8       |
| Canadian Albums Chart   | 9       |
| Dutch Albums Chart      | 21      |
| Japanese Albums Chart   | 48      |
| Swiss Albums Chart      | 30      |
| UK Albums Chart         | 8       |
| US Billboard 200        | 8       |

| Чарт (1990-е)   | Позиция |
| --------------- | ------- |
| UK Albums Chart | 7       |